# Сан-Жуан-ду-Итапериу
Сан-Жуан-ду-Итапериу (порт. São João do Itaperiú)  —  муниципалитет в Бразилии, входит в штат Санта-Катарина. Составная часть мезорегиона Вали-ду-Итажаи. Входит в экономико-статистический  микрорегион Итажаи. Население составляет 3502 человека на 2006 год. Занимает площадь 151,926 км². Плотность населения — 23,1 чел./км².

## История
Город основан 29 марта 1992 года.

## Статистика
- Валовой внутренний продукт на 2003 составляет 34.757.720,00 реалов (данные: Бразильский институт географии и статистики).
- Валовой внутренний продукт на душу населения на 2003 составляет 10.390,95 реалов (данные: Бразильский институт географии и статистики).
- Индекс развития человеческого потенциала на 2000 составляет 0,787 (данные: Программа развития ООН).